# Población Lautaro
Población Lautaro es una población perteneciente a la comuna de Lo Prado en Santiago de Chile.

## Historia
Lautaro es el primer asentamiento en la comuna de Barrancas, ubicado al nororiente de la actual Lo Prado. Fue parcelado a partir de las propiedades de La Lora y la Chacra Santa Elisa de Zenobia Zamudio de Petterson. Desde 1935 hasta 1943, los más de 7.000 trabajadores que se establecieron allí construyeron alrededor de 600 viviendas de forma autónoma. Estas casas eran inicialmente precarias, construidas con materiales ligeros, tabiques y, en algunos casos, ladrillos. Cada hogar tenía un terreno amplio donde cultivaban alimentos para su consumo familiar.
La población estaba rodeada por extensas fincas, huertos y pastizales, donde ocasionalmente encontraban empleo los residentes. Los habitantes de Lautaro se destacaron por su pronta organización y la honestidad de sus líderes. El periódico local "La voz de las Barrancas" informaba detalladamente sobre la lucha colectiva que llevaron a cabo para lograr urbanización y limpieza. El artículo menciona:

“Gracias a la enérgica iniciativa del campesinado de Barrancas pudo levantar cabeza, exigiendo en numerosos casos, aumentos de sueldos mejores condiciones de trabajo. Pero, la Población, a pesar de toda su lucha, ha ganado muy poco en algunos casos esta igual, sin haber obtenido otra garantía que legalizar la venta de sus sitios y otras cosas que se han hecho últimamente.”
La voz de las Barrancas, Año I, n°5, segunda quincena de diciembre de 1949, p. 4.

## Deporte
El deporte desempeñaba un papel importante y frecuente en la vida de la población. No se limitaba únicamente a ser un pasatiempo, sino que era un lugar de encuentro, conexión y sociabilidad para los habitantes. En muchas ocasiones, representaba la única oportunidad de recreación para los vecinos, quienes adaptaban los espacios cercanos para convertirlos en campos de fútbol o clubes de boxeo. En relación con esto, Octavio Osorio recuerda: 

“Y después ya con el tiempo se hicieron campos deportivos y la gente se dedicaba eso nomás, al deporte, en cuanto a entretención, porque no había otra entretención más barata que el fútbol. Si hablamos del ciclismo en esos años, las bicicletas eran todas importadas y los ciclistas que habían tenían que 
tener un tremendo esfuerzo, porque las bicicletas eran caras, era un deporte 
de élite”
Entrevista a Octavio Osorio, Población Lautaro, abril 2012

La Unión Lautaro fue uno de los primeros equipos de fútbol y uno de los más emblemáticos, ya que reunía a los vecinos en torno a una motivación que resaltaba su identidad local. Los enfrentamientos con el club Arturo Prat eran ampliamente promocionados en los periódicos locales, donde se mencionaba: 

“Por la competencia oficial de la asociación Las Barrancas se llevará a efecto el domingo 23 del presente en el Estadio Alamiro Correa. Este importante encuentro, entre los punteros de la presente temporada, como son Unión Lautaro y Arturo Prat, dos poderosos equipos que se aprestan para vender muy cara su derrota, puesto que los muchachos del A. Prat están dispuestos a defender el football de Barrancas”
La voz de las Barrancas, Año I, n° 2, segunda quincena octubre 1949, p. 4.